# NGC 955
إن جي سي 955 (بالألمانية: NGC 955) التي يرمز لها بالرمز NGC 955، هي مجرة، في كوكبة قيطس.

## الاكتشاف
اكتشفت في 6 يناير 1785.